# Gil Vermouth
Gil Vermouth (hebräisch גיל ורמוט‎; * 5. August 1985 in Haifa) ist ein israelischer ehemaliger Fußballspieler. Er besitzt auch einen polnischen Pass.

## Karriere
Vermouth begann seine Karriere in der Jugendmannschaft von Hapoel Haifa, wo er 2005 in die erste Mannschaft geholt wurde. In seiner ersten Saison musste Vermouth mit seinem Stammverein aus der höchsten israelischen Spielklasse absteigen. 2005 wechselte er zu Hapoel Tel Aviv. In der Meisterschaft wurde der offensive Mittelfeldspieler mit seinem neuen Verein auf Anhieb Vizemeister. Weiters konnte man mit einem 1:0-Erfolg im Finale gegen Bne Jehuda Tel Aviv den Pokal gewinnen. Ein weiterer Meilenstein in Vermouths Karriere war das Debüt auf europäischer Klubebene. Im UEFA-Cup konnte er am 19. Oktober 2007 gegen Panathinaikos Athen zum ersten Mal international auflaufen. Vermouth wurde in der 68. Minute für Ibezito Ogbonna ausgewechselt. Das Spiel in Athen wurde mit 0:2 verloren. Hapoel kam bis in die 3. Runde des UEFA-Pokals 2007/08. In der Meisterschaft wurde man am Ende der Saison Vierter; der Pokalerfolg vom Vorjahr konnte wiederholt werden. 
Anfang der Saison 2007/08 wechselte Vermouth nach Belgien und unterschrieb bei KAA Gent. In der Meisterschaft konnte man am Ende den sechsten Platz erringen. Weiters kam man ins Pokalfinale, wo man mit 2:3 an den RSC Anderlecht scheiterte. Nach nur einem Jahr kehrte er wieder zu Hapoel Tel Aviv zurück.
In der ersten Saison nach seiner Rückkehr wurde man am Ende der Saison Vizemeister, sechs Punkte hinter Maccabi Haifa. 
Zur Saison 2011/12 wechselte Vermouth zum Bundesligisten 1. FC Kaiserslautern. Bei den Roten Teufeln unterschrieb er einen Vierjahresvertrag bis 2015. Am siebten Spieltag gab er sein Debüt für den FCK, als er gegen den VfL Wolfsburg in der 58. Minute für Clemens Walch eingewechselt wurde. Nach nur einem halben Jahr und zwei Bundesligaspielen für den FCK wurde er vom Verein Ende Januar 2012 an den niederländischen Klub VBV De Graafschap Doetinchem bis zum Saisonende 2011/12 ausgeliehen. Es wurde keine Kaufoption vereinbart.
Anfang September 2012 kehrte er wieder zu Hapoel Tel Aviv zurück.
Sein Debüt für die israelische Nationalmannschaft gab Vermouth am 28. März 2009 im Rahmen der WM-Qualifikation zur Fußball-Weltmeisterschaft 2010 in Südafrika. Im Spiel gegen Griechenland wurde er in der 85. Minute für Tamir Cohen eingewechselt.

## Erfolge
- Israelischer Meister: 2010 mit Hapoel Tel Aviv
- Israelischer Pokalsieger: 2006, 2007, 2010, 2011 mit Hapoel Tel Aviv